# 시기동
시기동(市基洞)은 대한민국 전북특별자치도 정읍시의 동이다. 면적은 0.45km²이고, 인구는 2024년 7월을 기준으로 3,055명이다. 
시기(市基)라는 명칭은 '장터'의 한자 표기이며 정읍시장이 개설된 것은 1920년대였다. 조선 정조(1789년) 때의 자료인 『호구총수(戶口總數)』에는 보이지 않으며 『구한국 지방행정구역 명칭일람(舊韓國 地方行政區域 名稱一覽)』에 정읍군 군내면(郡內面)의 시기리(市基里)로 기록되어 있다. 1914년 일제의 행정구역 통폐합 자료인 『조선전도, 부, 군, 면, 리, 동 명칭일람』에는 정읍군 정읍면으로 수침리(水砧里), 광교리(光橋里), 미동리(米洞里), 중사리(中舍里), 서중리(西中里), 종산리(鐘山里, 현재는 내장동) 일부가 포함되어 있다. 미동은 현재의 호남고등학교 후문 쪽이며 일제시대에는 마장터(말타고 운동하는 곳)가 있었고 해방 전까지 내장사 포교소가 있었던 자리이기도 하다. 옛날 물방아가 있었던 곳을 대개 물방아뜸이라 하는데 수침리(水砧里)는 이것을 한자 표기한 것이다. 1936년에는 시기리, 수침리, 광교리, 서중리, 미동을 합쳐 시기리라 하였다가 1981년 시기리를 1,2,3동으로 구획하여 정읍천의 북쪽을 시기1·2동으로, 남쪽을 3동으로 하였다. 1동과 2동의 경계는 광주로 나가는 국도(1호선)의 동편을 시기 1동, 서편을 시기 2동으로 하였다. 1981년 시 발족 당시의 동명은 광교(光橋), 평화(平和), 남교(南橋), 영동(榮洞)이었다.

## 개요
시기동은 본래 정읍현(井邑縣) 군내면(郡內面)으로 행정구역 개편 때에, 정읍군(井邑郡) 정읍면(井邑面), 시기리(市基里) 수첨리(水砧里) 광교리(光橋里) 서중리(西中里) 미동리(米洞里) 중사리(中舍里) 종산리(鐘山里. 東面) 일부로 편성되었다. 1981년 7월 1일 정주시(井州市)가 되어 동(洞)을 신설하는데, 시기리(市基里)를 1, 2, 3동(洞)으로 나누고, 정읍천의 북쪽을 1, 2동으로 하고, 남쪽의 초산(楚山) 아양(阿洋. 峨洋) 남산(南山)의 세 개 동(洞)을 시기3동으로 하였다. 1, 2동의 경계는 광주(光州)로 나가는 옛날 국도(國道)의 동편을 시기1동, 서편을 시기2동으로 하였었다. 시기1동에 속하였던 구역은, 수첨동(水砧洞) 광교동(光橋洞)이고, 8·15광복후 주민의 증가로 평화동(平和洞) 남교동(南橋洞) 영동(榮洞)으로 나누어졌다. 시(市)가 되든 해에 시기2동을 신설하여 시기리의 국도변의 서편, 정읍천의 북편구역으로 시기 2동으로 편성하였으니, 청수동(淸水洞) 태평동(太平洞) 신흥동(新興洞) 대흥동(大興洞) 구역이다. 이 시기2동 지역은 강변의 사력(沙礫)이 많은 지대로, 일제 시(日帝時)에는 한 때 전북특별자치도(全北特別自治道) 임업묘포장(林業苗圃場)이 있었으며, 광복후(光復後)에는 얼마동안 공설운동장(公設運動場)으로 사용되었는데, 그곳에 배영중학교(培英中學校)가 설립되었으며, 1994년에 학교가 흑암동(黑岩洞. 玄岩洞)으로 옮기자, 지금은 그 자리에 삼화그린아파트가 들어섰다. 한때 이곳은 정읍의 공장지대(工場地帶)로, 일정시에는 배영중학교 자리에 한지(韓紙)공장이 있었고, 광복 후에는 직물(織物), 피혁(皮革), 전분(澱粉) 등 가내공업(家內工業)이 활기를 띄웠던 때도 있었다. 1998년 10월 30일에 정읍시에서 단행했던, 작은 동(洞) 폐합으로 시기1동과 시기2동이 통합하여 시기동(市基洞)으로 합하고, 주사무소(主事務所)를 구(舊) 시기2동 사무소로 하였다. 시기동의 이름은 정읍의 시장(市場)이 자리 잡고 있어 장터의 한자로 표시한 것이 시기(市基)이며, 이 시장은 1920년경 정읍천 제방(堤防)이 만들어진 뒤였다.

## 연혁
- 1914. 3. 1. 정읍군 정읍면 시기리
- 1931. 4. 1. 정주읍 시기리 (정주읍 승격)
- 1981. 7. 1. 정주시 시기 1, 2동 (정주시 승격)
- 1995. 1. 1. 정읍시 시기 1, 2동 (정주시, 정읍군 통합)
- 1998. 10. 30. 정읍시 시기동 ( 과소동 통합으로 시기 1, 2동 통합)

## 문화재 및 관광 자원
- 정읍 샘골다리 야경
- 정읍 샘고을시장

## 행정 구역
- 시기동 일부

## 교육
- 전북과학대학
- 호남고등학교
- 호남중학교
- 정읍남초등학교
- 정읍중학교
- 정읍고등학교